# Бічвуд (Мічиган)
Бічвуд (англ. Beechwood) — переписна місцевість (CDP) в США, в окрузі Оттава штату Мічиган. Населення — 3121 особа (2020).

## Географія
Бічвуд розташований за координатами 42°47′46″ пн. ш. 86°7′24″ зх. д. / 42.79611° пн. ш. 86.12333° зх. д. (42.796143, -86.123460).  За даними Бюро перепису населення США в 2010 році переписна місцевість мала площу 6,95 км², з яких 4,66 км² — суходіл та 2,29 км² — водойми.

## Демографія
Згідно з переписом 2010 року, у переписній місцевості мешкало 3015 осіб у 1106 домогосподарствах у складі 801 родини. Густота населення становила 434 особи/км².  Було 1208 помешкань (174/км²).
Расовий склад населення:
| - 81,7 % — білих - 3,9 % — азіатів - 3,1 % — чорних або афроамериканців - 0,4 % — корінних американців - 6,1 % — осіб інших рас |

До двох чи більше рас належало 4,8 %. Частка іспаномовних становила 19,6 % від усіх жителів.
За віковим діапазоном населення розподілялося таким чином: 27,9 % — особи молодші 18 років, 61,6 % — особи у віці 18—64 років, 10,5 % — особи у віці 65 років та старші. Медіана віку мешканця становила 35,4 року. На 100 осіб жіночої статі у переписній місцевості припадало 108,9 чоловіків;  на 100 жінок у віці від 18 років та старших — 101,6 чоловіків також старших 18 років.
Середній дохід на одне домашнє господарство  становив 69 575 доларів США (медіана — 55 494), а середній дохід на одну сім'ю — 72 871 долар (медіана — 56 029). Медіана доходів становила 36 063 долари для чоловіків та 26 434 долари для жінок. За межею бідності перебувало 13,2 % осіб, у тому числі 14,2 % дітей у віці до 18 років та 11,8 % осіб у віці 65 років та старших.
Цивільне працевлаштоване населення становило 1532 особи. Основні галузі зайнятості: виробництво — 34,6 %, освіта, охорона здоров'я та соціальна допомога — 22,1 %, науковці, спеціалісти, менеджери — 11,1 %, будівництво — 9,5 %.